# Demon Slayer: Kimetsu no Yaiba - The Hinokami Chronicles
Demon Slayer: Kimetsu no Yaiba - The Hinokami Chronicles (鬼滅の刃 ヒノカミ血風譚, Kimetsu no yaiba: Hinokami keppūtan) est un jeu vidéo d'action-aventure développé par CyberConnect2 et édité par Aniplex au Japon et par Sega en Occident. Le jeu est sorti le 14 octobre 2021 au Japon et le 15 octobre 2021 dans le reste du monde sur Windows, Xbox One, Xbox Series, PlayStation 4 et PlayStation 5,. Il sort en juin 2022 sur Nintendo Switch.
Il s'agit d'une adaptation en jeu vidéo du manga Demon Slayer de Koyoharu Gotōge.
Une suite est annoncée en décembre 2024 et est prévue pour le 5 août 2025.